# La Ferté-Macé
La Ferté-Macé är en kommun i departementet Orne i regionen Normandie i nordvästra Frankrike. Kommunen ligger i kantonen La Ferté-Macé som tillhör arrondissementet Alençon. År 2022 hade La Ferté-Macé 5 095 invånare.

## Befolkningsutveckling
Antalet invånare i kommunen La Ferté-Macé
| Referens: INSEE |